# Ghiacciaio Kenney
Il ghiacciaio Kenney (in inglese Kenney Glacier) è uno ghiacciaio lungo circa 1,7 km situato sulla costa settentrionale della penisola Trinity, nella parte settentrionale della Terra di Graham, in Antartide. Il ghiacciaio, il cui punto più alto si trova 272 m s.l.m., fluisce in direzione nord-ovest a partire dalle formazioni chiamate La Piramide e La Sella di pietra fino ad unire il proprio flusso a quello del ghiacciaio Deposito, vicino alla costa della baia Speranza.

## Storia
Il ghiacciaio Kenney fu mappato dal British Antarctic Survey, che all'epoca si chiamava ancora Falkland Islands and Dependencies Survey (FIDS), tra il 1945 e il 1955 e fu quindi così battezzato dal Comitato britannico per i toponimi antartici in onore di Richard Kenney, assistente ricognitore di stanza alla baia Speranza nel 1954 e 1955, che compì un'accurata ricognizione dell'area tra la sopraccitata baia Speranza e la baia di Duse.